# Бекаш
Бекаш (рум. Becaș) — село у повіті Харгіта в Румунії. Входить до складу комуни Прайд.
Село розташоване на відстані 241 км на північ від Бухареста, 49 км на захід від М'єркуря-Чука, 125 км на схід від Клуж-Напоки, 100 км на північ від Брашова.

## Населення
За даними перепису населення 2002 року у селі проживали 146 осіб, усі — угорці. Усі жителі села рідною мовою назвали угорську.